# Мілово (Західнопоморське воєводство)
Мілово (пол. Miłowo, нім. Flacke) — село в Польщі, у гміні Степниця Голеньовського повіту Західнопоморського воєводства.
Населення — 140 осіб (2011).
У 1975-1998 роках село належало до Щецинського воєводства.

## Демографія
Демографічна структура станом на 31 березня 2011 року:
|          | Загалом | Допрацездатний вік | Працездатний вік | Постпрацездатний вік |
| -------- | ------- | ------------------ | ---------------- | -------------------- |
| Чоловіки | 72      | 18                 | 50               | 4                    |
| Жінки    | 68      | 18                 | 41               | 9                    |
| Разом    | 140     | 36                 | 91               | 13                   |